# Kevin Abrams
Kevin R. Abrams (Tampa, 28 de febrero de 1974) es un exjugador estadounidense de fútbol americano que ocupaba la posición de cornerback en la Liga Nacional de Fútbol (del inglés: National Football League) durante la década de 1990. Jugó al fútbol americano universitario en la Universidad de Siracusa, siendo reclutado por los Detroit Lions en el Draft de la NFL de 1997. Estuvo en dicho equipo hasta el año 2000.